# Strychnos glabra
Strychnos glabra är en tvåhjärtbladig växtart som beskrevs av Paul Antoine Sagot och Prog.. Strychnos glabra ingår i släktet Strychnos och familjen Loganiaceae. Inga underarter finns listade i Catalogue of Life.